# إدموند ويليام توبين
إدموند ويليام توبين هو سياسي كندي، ولد في 14 سبتمبر 1865، وتوفي في 24 يونيو 1938. نشط حزبياً في الحزب الليبرالي الكندي. وقد انتخب عمدة وانتخب عضو مجلس الشيوخ الكندي ‏ وانتخب عضو مجلس العموم الكندي.